# Павлик Роман Степанович
Роман Степанович Павлик (нар. 01 грудня 1983) — український легкоатлет, майстер спорту України міжнародного класу. Чотириразовий Паралімпійський чемпіон 2008 та 2012 років, срібний та бронзовий призер 2008 та 2012 років.
Займається легкою атлетикою у Львівському регіональному центрі «Інваспорт».

## Спортивна кар'єра

### Чемпіонат світу 2019
На Чемпіонат світу з легкої атлетики, що відбувався 2019 року з 7 по 15 листопада у Дубаї (Об'єднані Арабські Емірати) змагався у двох дисциплінах: біг на 100 та стрибки у довжину.
10 листопада відбудились змагання з бігу на 100 метрів у категорії T36. Павлик біг у першому півфіналі та завершив з реузьтатом 12,61 с, що не дозволило пройти далі. Змагання зі стрибків у довжуну у категорії T36 проходили 14 листопада. Роман у 1-й першій спробі стрибнув на 5.50 метрів, що стало його найкращим результатом на чемпіонаті та дозволило посісти 4 місце.

## Державні нагороди
- Орден «За заслуги» I ст. (4 жовтня 2016) — За досягнення високих спортивних результатів на XV літніх Паралімпійських іграх 2016 року в місті Ріо-де-Жанейро (Федеративна Республіка Бразилія), виявлені мужність, самовідданість та волю до перемоги, утвердження міжнародного авторитету України[4]
- Орден «За заслуги» II ст. (17 вересня 2012) — за досягнення високих спортивних результатів на XIV літніх Паралімпійських іграх у Лондоні, виявлені мужність, самовідданість та волю до перемоги, піднесення міжнародного авторитету України[5]
- Орден «За заслуги» III ст. (7 жовтня 2008) — за досягнення високих спортивних результатів на XIII літніх Паралімпійських іграх в Пекіні (Китайська Народна Республіка), виявлені мужність, самовідданість та волю до перемоги, піднесення міжнародного авторитету України[6]
- Відзнака Президента України — ювілейна медаль «20 років незалежності України» (19 серпня 2011)[7]